# Vitreolina columbiana
Vitreolina columbiana är en snäckart som först beskrevs av Bartsch 1917.  Vitreolina columbiana ingår i släktet Vitreolina och familjen Eulimidae. Inga underarter finns listade i Catalogue of Life.